# Jesurun
Jesurun (Hebreeuws:  ישׁרון, jəšurûn) is in de Hebreeuwse Bijbel een poëtisch gebruikte erenaam of koosnaam voor de Israëlieten (Deuteronomium 32:15; 33:5,26). In Jesaja 44:2 wordt het gebruikt om de gekozen Godsknecht aan te duiden.
De betekenis is onzeker, maar is mogelijk afgeleid van Jaschar, en daarmee zoiets betekent als "redelijke" of "oprechte". In de Septuagint werd het vertaald met het Griekse ἠγαπημένος, ēgapēmenos, "geliefde".

## Rabbijnse interpretatie
In de Midrasj interpreteerde rabbi Berekja 'Jesurun' in naam van rabbi Simon als de aartsvader Jakob, die ook wel Israël werd genoemd (Genesis 32:23-33). Rabbi Berekja interpreteerde Jesurun in de naam van rabbi Juda ben rabbi Simon als "de edelste en beste onder jullie" (Genesis Rabba 77:1).
Rabbi Aha bar Jakob vertelde dat de borstplaat op de efod van de hogepriester de Hebreeuwse woorden voor "De stammen van Jesurun" bevatte, waarmee de anders ontbrekende Hebreeuwse letter tet werd geleverd in het woord Sjivtei, "stammen". (Zie Babylonische Talmoed Joma 73b voor volledige uitleg van "anders ontbreken"; zie ook Exodus Rabba 38:9).
In de Zohar legde rabbi Hija uit dat "Jesurun het woord shur, "rij", "kant" suggereert en aangeeft dat hij [Jakob] zijn rang aan deze en aan de andere kant heeft" (Zohar 1:177b).
In de chassidische verhandelingen van de Baal Sjem Tov en zijn studenten wordt gesuggereerd dat het woord Jesurun komt van de wortel shir, "lied" of "ring", wat de cirkelvormige aard van melodieën suggereert. Dit zou aanduiden dat Jakobs nakomelingen mystieke melodieën zullen zingen bij de komende verlossing.